# Guiuzel Maniúrova
Guiuzel Taguírovna Maniúrova –en rus, Гюзель Тагировна Манюрова; en tàrtar, Гүзәл Манюрова, Güzel Maniúrova– (Saransk, 24 de gener de 1978) és una esportista kazakh d'origen tàrtar que competeix en lluita estil lliure (fins a 2009 competia sota la bandera de Rússia).
Va participar en tres Jocs Olímpics d'Estiu, obtenint en total tres medalles, plata en Atenes 2004 i Rio de Janeiro 2016, i bronze en Londres 2012.
Ha guanyat dues medalles de plata al Campionat Mundial de Lluita, en els anys 2007 i 2012, i tres medalles en el Campionat Europeu de Lluita entre els anys 2004 i 2008.

## Palmarès internacional
| Representant a Rússia     |                          |         |              |
| Jocs Olímpics             |                          |         |              |
| Any                       | Lloc                     | Medalla | Categoria    |
| 2004                      | Atenes ( Grècia)         | 2       | Lliure 72 kg |
| Campionat Mundial         |                          |         |              |
| Any                       | Lloc                     | Medalla | Categoria    |
| 2007                      | Bakú ( Azerbaidjan)      | 2       | Lliure 72 kg |
| Campionat Europeu         |                          |         |              |
| Any                       | Lloc                     | Medalla | Categoria    |
| 2004                      | Haparanda ( Suècia)      | 1       | Lliure 72 kg |
| 2007                      | Sofia ( Bulgària)        | 3       | Lliure 72 kg |
| 2008                      | Tampere ( Finlàndia)     | 2       | Lliure 72 kg |
| Representant a Kazakhstan |                          |         |              |
| Jocs Olímpics             |                          |         |              |
| Any                       | Lloc                     | Medalla | Categoria    |
| 2012                      | Londres ( Regne Unit)    | 3       | Lliure 72 kg |
| 2016                      | Rio de Janeiro ( Brasil) | 2       | Lliure 75 kg |
| Campionat Mundial         |                          |         |              |
| Any                       | Lloc                     | Medalla | Categoria    |
| 2012                      | Edmonton ( Canadà)       | 2       | Lliure 72 kg |